# Dionysius (naam)
Dionysius is de Latijnse schrijfwijze van het Griekse Dionýsios (ook Dionysis) en betekent "behorend tot [de Thracische god] Dionysos", de Griekse god van de wijn. Het is de naam van verschillende personages uit de klassieke oudheid. De naam kwam in de christelijke invloedssfeer door Dionysius de Areopagiet die door de apostel Paulus bekeerd werd.

## Varianten
De volgende mannelijke namen (o.a.) zijn varianten of afgeleiden van Dionysius:
- Denis, Dennis, Denijs, Deonicius, Deonisius, Dion, Dionisius, Dionijs, Dionys, Nies, Nijs, Nysius[1]

De volgende vrouwelijke namen (o.a.) zijn varianten of afgeleiden van Dionysius:
- Denise, Denijse, Dionisia, Dionne, Dionysia, Niza, Nysina

De Turkse naam Deniz heeft geen Grieks-Romeinse oorsprong, maar is afgeleid van het Turkse woord voor "zee".
Kenmerken: de god is herkenbaar aan een grote, gouden staf die vaak omwikkeld is door klimop. Die klimop loopt dikwijls door naar zijn arm, zodat deze ook omwikkeld is. Dionysios heeft donker haar en een zwarte baard.

## Heiligen
- Dionysius van Alexandrië, bisschop van Alexandrië, martelaar (3e eeuw)
- Dionysius van Parijs, eerste bisschop van Parijs (Saint Denis), martelaar (3e eeuw)
- Dionysios van Zakynthos, (1547-1622) een Oosters-orthodoxe heilige

## Bekende naamdragers

### Dionysios
- Dionysios I van Syracuse, tiran van Syracuse
- Dionysios II van Syracuse, tiran van Syracuse, zoon van Dionysios I

### Dionýsios
- Dionýsios Solomós, Grieks dichter

### Dionysius
- paus Dionysius, paus van 259 tot 268
- Dionysius, oorspronkelijk Pierre Bertholet, eerste martelaar van de karmelieten
- Dionysius (archont), archont van Athene (ca. 137-134 v. Chr.)
- Dionysius de Areopagiet, Atheens rechter en (volgens sommigen) bisschop
- Patriarch Dionysius II, Antiocheens patriarch
- Dionysius Exiguus, een Scythische monnik die de paasdatum berekende
- Dionysius van Halicarnassus, Grieks geschiedschrijver
- Dionysius de Karthuizer, Vlaams zalige, geleerde en mysticus
- Dionysius Thrax, Grieks grammaticus en taalkundige
- Pseudo-Dionysius, anonieme theoloog uit de 5e eeuw die in de middeleeuwen werd aangezien voor Dionysius de Areopagiet